# WTA Finals 2023
WTA Finals 2023, oficiálně GNP Seguros WTA Finals Cancun 2023, známý jako Turnaj mistryň 2023, představoval závěrečný tenisový turnaj ženské profesionální sezóny 2023 pro osm nejvýše postavených žen ve dvouhře a osm nejlepších párů ve čtyřhře na žebříčku Race to the WTA Finals. Probíhal mezi 29. říjnem až 5. listopadem 2023 poprvé v mexickém Cancúnu na venkovním dvorci Estadio Paradisus. Rozpočet činil 9 000 000 dolarů.
Sedmnáctý singlový titul na okruhu WTA Tour vybojovala 22letá Iga Świąteková, která se po Radwańské stala druhou polskou šampionkou Turnaje mistryň a ve 22 letech nejmladší od Kvitové v roce 2011. Soutěží prošla bez ztráty setu a jen 20 prohraných gamů bylo nejméně od zavedení skupinového formátu v roce 2003. Až finálová výhra jí zajistila návrat do čela žebříčku WTA, a to i díky 11zápasové neporazitelnosti. Podruhé v řadě tak sezónu uzavřela jako konečná světová jednička.
 Poprvé od roku 2009 Turnaj mistryň vygeneroval změnu na pozici světové jedničky. Rovněž první trofeje ze čtyřhry Turnaje mistryň získaly Věra Zvonarevová s Laurou Siegemundovou, která se stala vůbec první německou šampionkou deblové části závěrečné události. Na túře WTA vyhrály sedmý párový titul. Novou světovou jedničkou ve čtyřhře se stala Storm Hunterová, která zakončila sezónu na čele jako druhá Australanka po Stosurové.

## Dějiště
Turnaj se odehrával mezi 29. říjnem až 5. listopadem 2023 poprvé v mexickém Cancúnu. Na území Mexika se vrátil po dvou letech, když jej v roce 2021 hostila Guadalajara. Dějištěm ročníku 2023 se stal dočasně postavený areál v zázemí hotelu Paradisus Cancún méně než půl kilometru od pobřeží Karibiku. Soutěžní venkovní dvorec Estadio Paradisus měl kapacitu 4 300 osob. K dispozici byly i dva tréninkové kurty. Celkové náklady včetně výstavby budovy dosáhly přibližně šesti milionů dolarů. Sabalenková, Rybakinová či Vondroušová narychlo postavený dvorec kritizovaly za jeho nízkou úroveň včetně velmi nekvalitního povrchu.
Cancún se stal historicky třináctým dějištěm Turnaje mistryň od jeho založení v roce 1972. Druhým vážným kandidátem byla Ostrava. Oficiální míče dodal Wilson. Událost představovala padesátý druhý ročník ve dvouhře a čtyřicátý sedmý ve čtyřhře. Jednalo se o vyvrcholení ženského profesionálního okruhu WTA Tour 2023. Odměny hráčkám činily 9 000 000 dolarů.

## Formát
Soutěže dvouhry se zúčastnilo osm hráček. Každá z nich v úvodních čtyřech dnech odehrála tři vzájemné zápasy v jedné ze dvou čtyřčlenných základních skupin. První dvě tenistky z každé skupiny postoupily do semifinále, které již bylo hráno vyřazovacím systémem první s druhou. Vítězky semifinále se následně střetnly ve finále o pohár Billie Jean Kingové.
Soutěž čtyřhry pro osm párů kopírovala formát dvouhry. Dvojice soupeřily o pohár Martiny Navrátilové.

## Kvalifikační kritéria
Ve dvouhře byly žebříčkové body kumulovány ze šestnácti turnajů, vyjma okruhů WTA 125K a ITF. Mezi ně se povinně započítaly čtyři Grand Slamy, čtyři události úrovně Mandatory v kategorii WTA 1000 a pro hráčky, které odehrály alespoň dva z těchto turnajů i další dva nejlepší výsledky WTA 1000 v úrovni Non-Mandatory (900 bodů pro šampionku). Tenistky shromažďovaly body od ledna 2023 z více než 50 turnajů WTA Tour a čtyř grandslamů.
Ve čtyřhře se párům započetly žebříčkové body z jedenácti nejlepších výsledků jakýchkoli turnajů sezóny. Nemusely se tak povinně počítat Grand Slamy ani události kategorie WTA 1000.

### Kritéria pořadí v základní skupině
Konečné pořadí v základní skupině se řídilo následujícími kritérii:
1. nejvyšší počet vyhraných utkání
2. nejvyšší počet odehraných utkání
3. u dvou hráček se stejným počtem výher rozhodlo vzájemné utkání;
4. u tří hráček se stejným počtem výher rozhodlo:

a) nejvyšší procento vyhraných setů (případně vzájemný zápas při shodě dvou hráček)
b) nejvyšší procento vyhraných her (případně vzájemný zápas při shodě dvou hráček).

## Finanční odměny a body
Odměny WTA Finals 2023 činily 9 000 000 dolarů. Neporažené vítězky mohly získat 1 500 bodů do žebříčku WTA.  
| Fáze | Dvouhra         | Čtyřhra        | Body     |
| --- | --------------- | -------------- | -------- |
| Neporažené vítězky                                                                                                   | 3 024 000 $     | 648 000 $      | 1 500    |
| Vítězky | F + 1 476 000 $ | F + 306 000 $  | ZS + 750 |
| Finalistky | ZS + 756 000 $  | ZS + 144 000 $ | ZS + 330 |
| Semifinalistky | ZS + 54 000 $   | ZS + 9 000 $   | ZS       |
| Za výhru ve skupině                                                                                                  | +198 000 $      | +36 000 $      | 250      |
| Za prohru ve skupině                                                                                                 | —               | —              | 125      |
| Startovné | 198 000 $       | 90 000 $       | —        |
| ZS – celkové odměny či body získané v základní skupině / Odměny ve čtyřhře jsou uváděny na pár F – odměny finalistek |                 |                |          |

## Dvouhra

### Kvalifikované hráčky
| \| Pořadí \| tenistka \| tenistka \| body \| kvalifikována \| kvalifikována \| předešlé účasti \| \| ---------------------------------------------------------- \| -------- \| ------------------- \| ----- \| ------------- \| ------------- \| --------------- \| \| 1. \| \| Aryna Sabalenková \| 8 425 \| 22. září \| [17] \| 2021, 2022 \| \| 2. \| \| Iga Świąteková \| 7 795 \| 22. září \| [17] \| 2021, 2022 \| \| 3. \| \| Coco Gauffová \| 5 955 \| 22. září \| [17] \| 2022 \| \| 4. \| \| Jelena Rybakinová \| 5 865 \| 22. září \| [17] \| debut \| \| 5. \| \| Jessica Pegulaová \| 4 895 \| 2. října \| [18] \| 2022 \| \| 6. \| \| Ons Džabúrová \| 3 695 \| 6. října \| [19] \| 2022 \| \| 7. \| \| Markéta Vondroušová \| 3 671 \| 6. října \| [19] \| debut \| \| — \| \| Karolína Muchová \| 3 650 \| 6. října \| [19] \| plánovaný debut \| \| 8. \| \| Maria Sakkariová \| 3 245 \| 24. října \| [20] \| 2021, 2022 \| \| Bacalarská skupina Chetumalská skupina odhlášení z turnaje \| \| \| \| \| \| \| Původně kvalifikovaná Karolína Muchová se odhlásila 24. října 2023 pro nedoléčené zranění pravého zápěstí. Nahradila ji tak první náhradnice Maria Sakkariová, která do Turnaje mistryň zasáhla potřetí za sebou. | SabalenkováŚwiątekováGauffováRybakinová PegulaováDžabúrováVondroušováSakkariová |                     |       |               |               |                 |
| Pořadí | tenistka                                                                        | tenistka            | body  | kvalifikována | kvalifikována | předešlé účasti |
| 1. |                                                                                 | Aryna Sabalenková   | 8 425 | 22. září      | [ 17 ]        | 2021, 2022      |
| 2. |                                                                                 | Iga Świąteková      | 7 795 | 22. září      | [ 17 ]        | 2021, 2022      |
| 3. |                                                                                 | Coco Gauffová       | 5 955 | 22. září      | [ 17 ]        | 2022            |
| 4. |                                                                                 | Jelena Rybakinová   | 5 865 | 22. září      | [ 17 ]        | debut           |
| 5. |                                                                                 | Jessica Pegulaová   | 4 895 | 2. října      | [ 18 ]        | 2022            |
| 6. |                                                                                 | Ons Džabúrová       | 3 695 | 6. října      | [ 19 ]        | 2022            |
| 7. |                                                                                 | Markéta Vondroušová | 3 671 | 6. října      | [ 19 ]        | debut           |
| — |                                                                                 | Karolína Muchová    | 3 650 | 6. října      | [ 19 ]        | plánovaný debut |
| 8. |                                                                                 | Maria Sakkariová    | 3 245 | 24. října     | [ 20 ]        | 2021, 2022      |
| Bacalarská skupina Chetumalská skupina odhlášení z turnaje |                                                                                 |                     |       |               |               |                 |

### Předešlý poměr vzájemných zápasů
|    |                     | Sabalenka | Świątek | Gauff | Rybakina | Pegula | Džabúr | Vondroušová | Sakkari | Celkem | Poměr |
| 1. | Aryna Sabalenková   |           | 3–5     | 2–4   | 4–2      | 4–1    | 4–2    | 4–2         | 6–3     | 27–19  | 54–12 |
| 2. | Iga Świąteková      | 5–3       |         | 8–1   | 1–3      | 5–3    | 4–2    | 2–0         | 2–3     | 27–15  | 63–11 |
| 3. | Coco Gauffová       | 4–2       | 1–8     |       | 1–0      | 1–2    | 3–2    | 2–0         | 3–4     | 15–18  | 49–13 |
| 4. | Jelena Rybakinová   | 2–4       | 3–1     | 0–1   |          | 1–2    | 2–3    | 1–1         | 1–1     | 10–13  | 46–13 |
| 5. | Jessica Pegulaová   | 1–4       | 3–5     | 2–1   | 2–1      |        | 2–4    | 0–1         | 4–5     | 14–21  | 55–17 |
| 6. | Ons Džabúrová       | 2–4       | 2–4     | 2–3   | 3–2      | 4–2    |        | 3–4         | 2–2     | 18–21  | 34–15 |
| 7. | Markéta Vondroušová | 2–4       | 0–2     | 0–2   | 1–1      | 1–0    | 4–3    |             | 1–1     | 9–13   | 38–14 |
| 8. | Maria Sakkariová    | 3–6       | 3–2     | 4–3   | 1–1      | 5–4    | 2–2    | 1–1         |         | 19–19  | 38–22 |

### Výsledky a body
Tabulka uvádí sezónní výsledky a odpovídající bodový zisk kvalifikovaných hráček a náhradnic podle žebříčku WTA Race.
| Nas.                           | Tenistka            | Grand Slam | Grand Slam | Grand Slam | Grand Slam | WTA 1000   | WTA 1000  | WTA 1000   | WTA 1000   | WTA 1000   | WTA 1000                 | WTA 1000                 | Nejlépe na dalších turnajích | Nejlépe na dalších turnajích | Nejlépe na dalších turnajích | Nejlépe na dalších turnajích | Nejlépe na dalších turnajích | Body  | T u r n a j e | T i t u l y |
| Nas.                           | Tenistka            | Grand Slam | Grand Slam | Grand Slam | Grand Slam | Mandatory  | Mandatory | Mandatory  | Mandatory  | Mandatory  | Nejlépe na non-Mandatory | Nejlépe na non-Mandatory | Nejlépe na dalších turnajích | Nejlépe na dalších turnajích | Nejlépe na dalších turnajích | Nejlépe na dalších turnajích | Nejlépe na dalších turnajích | Body  | T u r n a j e | T i t u l y |
| ------------------------------ | ------------------- | ---------- | ---------- | ---------- | ---------- | ---------- | --------- | ---------- | ---------- | ---------- | ------------------------ | ------------------------ | ---------------------------- | ---------------------------- | ---------------------------- | ---------------------------- | ---------------------------- | ----- | ------------- | ----------- |
| Nas.                           | Tenistka            | Austr      | French     | Wimbl      | US Open    | Indian W   | Miami     | Madrid     | Řím        | Peking     | 1.                       | 2.                       | 1.                           | 2.                           | 3.                           | 4.                           | 5.                           | Body  | T u r n a j e | T i t u l y |
| 1.                             | Aryna Sabalenková   | Titul 2000 | SF 780     | SF 780     | F 1300     | F 650      | ČF 215    | Titul 1000 | 64k 10     | ČF 215     | SF 350                   | ČF 190                   | Titul 470                    | F 305                        | 16k 105                      | 16k 55                       |                              | 8 425 | 15            | 3           |
| 2.                             | Iga Świąteková      | 16k 240    | Titul 2000 | ČF 430     | 16k 240    | SF 390     | A 0       | F 650      | ČF 215     | Titul 1000 | F 585                    | SF 350                   | Titul 470                    | Titul 470                    | SF 350                       | Titul 280                    | SF 125                       | 7 795 | 17            | 5           |
| 3.                             | Coco Gauffová       | 16k 240    | ČF 430     | 128k 10    | Titul 2000 | ČF 215     | 32k 65    | 32k 65     | 32k 65     | SF 390     | Titul 900                | SF 350                   | Titul 470                    | Titul 280                    | ČF 190                       | SF 185                       | ČF 100                       | 5 955 | 18            | 4           |
| 4.                             | Jelena Rybakinová   | F 1300     | 32k 130    | ČF 430     | 32k 130    | Titul 1000 | F 650     | 64k 10     | Titul 1000 | SF 390     | SF 350                   | 16k 105                  | 16k 105                      | ČF 100                       | 16k 55                       | 16k 55                       | 16k 55                       | 5 865 | 17            | 2           |
| 5.                             | Jessica Pegulaová   | ČF 430     | 32k 130    | ČF 430     | 16k 240    | 16k 120    | SF 390    | ČF 215     | SF 185     | 16k 120    | Titul 900                | SF 350                   | Titul 310                    | F 305                        | F 305                        | Titul 280                    | SF 185                       | 4 895 | 19            | 3           |
| 6.                             | Ons Džabúrová       | 64k 70     | ČF 430     | F 1300     | 16k 240    | 32k 65     | 64k 10    | A 0        | ČF 100     | 32k 65     | ČF 190                   | A 0                      | Titul 470                    | Titul 280                    | SF 185                       | SF 185                       | 16k 105                      | 3 695 | 18            | 2           |
| 7.                             | Markéta Vondroušová | 32k 130    | 64k 70     | Titul 2000 | ČF 430     | 16k 120    | 16k 120   | 64k 65     | 16k 120    | 64k 10     | ČF 190                   | 16k 105                  | SF 110                       | ČF 100                       | ČF 100                       | 64k 1                        |                              | 3 671 | 15            | 1           |
| —                              | Karolína Muchová    | 64k 70     | F 1300     | 128k 10    | SF 780     | ČF 215     | 32k 95    | 64k 35     | 16k 120    | A 0        | F 585                    | ČF 190                   | 16k 105                      | ČF 60                        | 16k 55                       | 16k 30                       |                              | 3 650 | 14            | 0           |
| 8.                             | Maria Sakkariová    | 32k 130    | 128k 10    | 128k 10    | 128k 10    | SF 390     | 64k 10    | SF 390     | SF 105     | ČF 215     | Titul 900                | 16k 105                  | F 305                        | SF 185                       | SF 185                       | SF 185                       | SF 110                       | 3 245 | 23            | 1           |
| Náhradnice                     |                     |            |            |            |            |            |           |            |            |            |                          |                          |                              |                              |                              |                              |                              |       |               |             |
| 9.                             | Barbora Krejčíková  | 16k 240    | 128k 10    | 64k 70     | 128k 10    | 16k 120    | 16k 120   | 16k 120    | 32k 65     | 16k 55     | Titul 900                | A 0                      | Titul 470                    | F 305                        | F 180                        | 16k 55                       | 16k 55                       | 2 775 | 19            | 2           |
| 10.                            | Madison Keysová     | 32k 130    | 64k 70     | ČF 430     | SF 780     | 64k 10     | 32k 65    | 32k 1      | 16k 120    | A 0        | ČF 190                   | 32k 60                   | Titul 470                    | Titul 210                    | ČF 100                       | ČF 100                       | 32k 1                        | 2 737 | 16            | 2           |
| náhradnice odhlášení z turnaje |                     |            |            |            |            |            |           |            |            |            |                          |                          |                              |                              |                              |                              |                              |       |               |             |

| Legenda | Legenda                   | Legenda | Legenda             |
| ------- | ------------------------- | ------- | ------------------- |
| A       | neúčast hráčky na turnaji | 128k    | 128 hráček v kole   |
| QF      | prohra ve čtvrtfinále     | 64k     | 64 hráček v kole    |
| SF      | prohra v semifinále       | 32k     | 32 hráček v kole    |
| F       | prohra ve finále          | 16k     | 16 hráček v kole    |
| 0/2000  | získané body na turnaji   | Titul   | vítězství v turnaji |

## Čtyřhra

### Kvalifikované páry
| \| Pořadí \| pár \| pár \| body \| kvalifikován \| kvalifikován \| \| ----------------------------------- \| --- \| ------------------------------------------ \| ----- \| ------------ \| ------------ \| \| 1. \| \| Coco Gauffová Jessica Pegulaová \| 5 565 \| 22. září \| [17] \| \| 2. \| \| Storm Hunterová Elise Mertensová \| 5 130 \| 2. října \| [18] \| \| 3. \| \| Šúko Aojamová Ena Šibaharaová \| 3 790 \| 9. října \| [21] \| \| 4. \| \| Barbora Krejčíková Kateřina Siniaková \| 3 785 \| 4. října \| [22] \| \| 5. \| \| Desirae Krawczyková Demi Schuursová \| 3 570 \| 9. října \| [21] \| \| 6. \| \| Laura Siegemundová Věra Zvonarevová \| 3 405 \| 22. října \| [23] \| \| 7. \| \| Gabriela Dabrowská Erin Routliffeová \| 3 386 \| 16. října \| [24] \| \| 8. \| \| Nicole Melichar-Martinezová Ellen Perezová \| 3 325 \| 16. října \| [24] \| \| skupina Mahahual skupina Maya Ka'an \| \| \| \| \| \| | GauffováPegulaováHunterováMertensová AojamováŠibaharaováKrejčíkováSiniaková KrawczykováSchuursováDabrowskáRoutliffeová Melichar-MartinezováPerezováSiegemundováZvonarevová |                                            |       |              |              |
| Pořadí | pár | pár                                        | body  | kvalifikován | kvalifikován |
| 1. | | Coco Gauffová Jessica Pegulaová            | 5 565 | 22. září     | [ 17 ]       |
| 2. | | Storm Hunterová Elise Mertensová           | 5 130 | 2. října     | [ 18 ]       |
| 3. | | Šúko Aojamová Ena Šibaharaová              | 3 790 | 9. října     | [ 21 ]       |
| 4. | | Barbora Krejčíková Kateřina Siniaková      | 3 785 | 4. října     | [ 22 ]       |
| 5. | | Desirae Krawczyková Demi Schuursová        | 3 570 | 9. října     | [ 21 ]       |
| 6. | | Laura Siegemundová Věra Zvonarevová        | 3 405 | 22. října    | [ 23 ]       |
| 7. | | Gabriela Dabrowská Erin Routliffeová       | 3 386 | 16. října    | [ 24 ]       |
| 8. | | Nicole Melichar-Martinezová Ellen Perezová | 3 325 | 16. října    | [ 24 ]       |
| skupina Mahahual skupina Maya Ka'an | |                                            |       |              |              |

### Předešlý poměr vzájemných zápasů
|    |                                       | Gauff Pegula | Hunter Mertens | Aojama Šibahara | Krejčíková Siniaková | Krawczyk Schuurs | Siegemund Zvonareva | Dabrowská Routliffe | Melichar Perez | Celkem | Poměry |
| 1. | Coco Gauffová Jessica Pegulaová       |              | 1–1            | 1–1             | 0–1                  | 2–2              | 1–1                 | 0–0                 | 2–0            | 7–6    | 35–9   |
| 2. | Storm Hunterová Elise Mertensová      | 1–1          |                | 0–0             | 0–1                  | 0–1              | 0–0                 | 0–0                 | 0–0            | 1–3    | 27–10  |
| 3. | Šúko Aojamová Ena Šibaharaová         | 1–1          | 0–0            |                 | 0–2                  | 1–0              | 2–0                 | 0–2                 | 1–0            | 5–5    | 25–19  |
| 4. | Barbora Krejčíková Kateřina Siniaková | 1–0          | 1–0            | 2–0             |                      | 2–0              | 1–0                 | 0–0                 | 2–1            | 9–1    | 17–5   |
| 5. | Desirae Krawczyková Demi Schuursová   | 2–2          | 1–0            | 0–1             | 0–2                  |                  | 0–0                 | 0–0                 | 2–0            | 5–5    | 27–15  |
| 6. | Laura Siegemundová Věra Zvonarevová   | 1–1          | 0–0            | 0–2             | 0–1                  | 0–0              |                     | 0–1                 | 1–0            | 2–5    | 25–11  |
| 7. | Gabriela Dabrowská Erin Routliffeová  | 0–0          | 0–0            | 2–0             | 0–0                  | 0–0              | 1–0                 |                     | 0–0            | 3–0    | 16–6   |
| 8. | Nicole Melicharová Ellen Perezová     | 0–2          | 0–0            | 0–1             | 1–2                  | 0–2              | 0–1                 | 0–0                 |                | 1–8    | 27–24  |

### Výsledky a body
Tabulka uvádí sezónní výsledky a odpovídající bodový zisk kvalifikovaných párů a náhradnic podle žebříčku WTA Race.
| 1.         | Coco Gauffová Jessica Pegulaová            | Titul 1000 | SF 780     | SF 780    | F 650     | F 650     | Titul 470 | ČF 430  | 16k 240 | ČF 190  | ČF 190  | SF 185  | 5 565 | 13 | 2 |
| 2.         | Storm Hunterová Elise Mertensová           | F 1300     | Titul 1000 | Titul 900 | ČF 430    | SF 350    | SF 350    | 16k 240 | ČF 215  | ČF 215  | 16k 120 | 16k 10  | 5 130 | 12 | 2 |
| 3.         | Šúko Aojamová Ena Šibaharaová              | F 1300     | Titul 900  | SF 390    | F 305     | Titul 280 | ČF 215    | 32k 130 | ČF 100  | ČF 100  | ČF 60   | 32k 10  | 3 790 | 21 | 2 |
| 4.         | Barbora Krejčíková Kateřina Siniaková      | Titul 2000 | Titul 1000 | Titul 470 | 32k 130   | ČF 105    | ČF 60     | 16k 10  | 64k 10  |         |         |         | 3 785 | 8  | 3 |
| 5.         | Desirae Krawczyková Demi Schuursová        | F 585      | Titul 470  | Titul 470 | ČF 430    | SF 390    | SF 350    | 16k 240 | ČF 190  | SF 185  | 32k 130 | 32k 130 | 3 570 | 18 | 2 |
| 6.         | Laura Siegemundová Věra Zvonarevová        | F 1300     | Titul 470  | ČF 430    | Titul 280 | Titul 280 | ČF 215    | SF 185  | 16k 120 | 16k 105 | 64k 10  | 32k 10  | 3 405 | 14 | 3 |
| 7.         | Gabriela Dabrowská Erin Routliffeová       | Titul 2000 | F 585      | Titul 470 | SF 110    | 16k 105   | 16k 105   | 16k 10  | 16k 1   |         |         |         | 3 386 | 8  | 2 |
| 8.         | Nicole Melichar-Martinezová Ellen Perezová | SF 780     | F 585      | SF 390    | F 305     | ČF 215    | ČF 190    | SF 185  | SF 185  | F 180   | F 180   | 32k 130 | 3 325 | 24 | 0 |
| Náhradnice |                                            |            |            |           |           |           |           |         |         |         |         |         |       |    |   |
| 9.         | Leylah Fernandezová Taylor Townsendová     | F 1300     | F 650      | ČF 430    | SF 390    | ČF 190    | 32k 130   | 16k 120 | ČF 100  |         |         |         | 3 310 | 8  | 0 |
| 10.        | Sie Šu-wej Wang Sin-jü                     | Titul 2000 | SF 780     | 16k 105   | ČF 60     | 32k 10    |           |         |         |         |         |         | 2 955 | 5  | 1 |
| náhradnice |                                            |            |            |           |           |           |           |         |         |         |         |         |       |    |   |

| Legenda | Legenda                 | Legenda | Legenda             |
| ------- | ----------------------- | ------- | ------------------- |
| 0/2000  | získané body na turnaji | 64k     | 64 párů v kole      |
| ČF      | prohra ve čtvrtfinále   | 32k     | 32 párů v kole      |
| SF      | prohra v semifinále     | 16k     | 16 párů v kole      |
| F       | prohra ve finále        | Titul   | vítězství v turnaji |

## Přehled finále

### Dvouhra
- Iga Świąteková vs.  Jessica Pegulaová, 6–1, 6–0

### Čtyřhra
- Laura Siegemundová / Věra Zvonarevová vs.  Nicole Melicharová-Martinezová /  Ellen Perezová 6–4, 6–4